# Didaktische Reduktion
Der Begriff Didaktische Reduktion bezieht sich auf die Auswahl und Aufbereitung von Lerninhalten.  Ziel der didaktischen Reduktion ist es, das Verstehen der Lernenden zu fördern, indem zunächst grundlegende Zusammenhänge erläutert werden. Didaktische Reduktion trägt dazu bei, umfangreiche und komplexe Sachverhalte auf ihre wesentlichen Elemente zurückzuführen, um sie für Lernende zugänglich, d. h. überschaubar und begreifbar zu machen.

## Überblick
Didaktische Reduktion findet immer dann statt, wenn umfangreiche und komplexe Sachverhalte aufbereitet werden, um sie für die Lernenden überschaubar und begreifbar zu machen. Der Begriff Reduktion (lat. reducere: zurückführen, zurückbringen, zurückziehen) verweist darauf, dass bei der Aufbereitung fachlicher Inhalte und ihrer Transformation zu Lerngegenständen stets Verringerung, Verkürzung oder Vereinfachung stattfindet. Dabei lässt sich das Konzept der didaktischen Reduktion in zweierlei Perspektive betrachten:
- Auswahl (curricular): Der Umfang der Lerninhalte wird durch reduktive Überlegungen bei der Unterrichtsplanung bzw. Lehrplanentwicklung verringert.
- Konzentration und Vereinfachung (vermittlungstechnisch): Die elementaren und fundamentalen Aspekte einer Sache werden unter Berücksichtigung der jeweiligen Lernvoraussetzungen herausgestellt.[2]

Bei der didaktischen Reduktion geht es nicht um Simplifizierung, Trivialisierung oder Ausdünnung des Stoffes, sondern um eine qualitative bzw. quantitative Anpassung des Lernstoffes an die Lerngruppe. Eine Reduktion findet immer mit Blick auf Zielgruppe, Ziel und Zeitbudget (3Z-Formel) statt.
Im Zusammenhang mit der didaktischer Reduktion werden häufig die folgenden Begriffe verwendet: Elementarisierung, Fasslichkeit, Transformation.

## Geschichte
Die Problematik im Umgang mit großen Stoffmengen und hoher Komplexität zeigt sich bereits im 20. Jahrhundert: In der sogenannten Tübinger Resolution (1951) sprechen Bildungsvertreter davon, dass „das deutsche Bildungswesen, zumindest in Höheren Schulen und Hochschulen, in Gefahr ist, das geistige Leben durch die Fülle des Stoffes zu ersticken.“ Wilhelm Flitner spricht in seinem Aufsatz Der Kampf gegen die Stoffülle: exemplarisches Lernen, Verdichtung und Auswahl von dem „Drachen der Stoffülle“. Im Rahmen der bildungstheoretischen Didaktik der 1950er- und frühen 1960er-Jahre sind es insbesondere Martin Wagenschein und Wolfgang Klafki, die sich mit Fragen der Stofffülle und Stoffkomplexität auseinandersetzen: Wagenschein verweist auf die „Zwangshandlung des Stoffhäufens“, die sich bei der lehrgangsmäßig-systemischen Vermittlung von Inhalten einstellen muss, und spricht sich für eine Beschränkung auf das inhaltlich Wesentliche aus. Klafki hebt die Bedeutung elementarer Aufgaben, Themen und Erlebnisse für die Erschließung der Welt hervor und entwickelt ein unterrichtspraktisches Modell zur „didaktischen Analyse“, das dabei helfen soll, die Bedeutung (u. a. Exemplarizität, Gegenwarts- und Zukunftsbedeutung, Zugänglichkeit) eines Inhalts für die jeweilige Zielgruppe festzustellen. Hans Bokelmann griff 1963 unter diesem Namen entsprechende Gedanken von Wolfgang Klafki und Josef Derbolav auf.
Zwei berufspädagogisch geprägte Ansätze beschäftigen sich – weitgehend unabhängig von den bildungstheoretischen Ansätzen – ebenfalls mit der Frage des Umgangs mit großen Stoffmengen und hoher Komplexität: Dietrich Hering setzte sich in seiner Habilitationsschrift „Didaktische Vereinfachung“ mit dem Problem der Fasslichkeit wissenschaftlicher Aussagen auseinander. Der Grundgedanke besteht darin, dass sich Vereinfachungen (unter Beibehaltung des Gültigkeitsumfangs) schrittweise von differenzierten zu weniger differenzierten Aussagen vollziehen. Herings „Hauptsatz der didaktischen Vereinfachung“ lautet: „Didaktische Vereinfachung einer wissenschaftlichen Aussage ist der Übergang von einer (in die besonderen Merkmale des Gegenstandes) differenzierten Aussage zu einer allgemeinen Aussage (gleichen Gültigkeitsumfanges über den gleichen Gegenstand unter dem gleichen Aspekt).“ Am Beispiel des Hochofenprozesses führt er aus, wie die inhaltlichen Merkmale des Unterrichtsgegenstandes im Zuge der „didaktische Vereinfachung“ sukzessive verringert werden.
Gustav Grüner hat den Begriff „Didaktische Reduktion“ ganz wesentlich geprägt und 1967 in seinem Aufsatz „Die didaktische Reduktion als Kernstück der Didaktik“ publiziert. Dabei hat er zwei Formen der didaktischen Reduktion unterschieden: die horizontale und die vertikale didaktische Reduktion. Bei der horizontalen didaktischen Reduktion geht es darum, eine wissenschaftliche Aussage unter Zuhilfenahme von Analogien, Metaphern und Beispielen konkreter darzustellen und leichter zugänglich zu machen; der Gültigkeitsumfang der Aussage bleibt gleich. Im Unterschied dazu bezeichnet die vertikale didaktische Reduktion einen Vorgang, bei dem die häufig sehr komplexe oder differenzierte Ausgangsaussage durch eine Ausschnittbildung eingegrenzt bzw. eingeschränkt wird. Wie Grüner am Beispiel der verschiedenen Varianten des Hebelgesetzes ausführt, wird hier der Weg von einer meist abstrakten und eher detailarmen Ausgangsaussage hin zu einer Vielzahl von ableitbaren Spezialfällen beschritten, dabei verringert sich der Gültigkeitsumfang von Stufe zu Stufe.
In den folgenden Jahren gibt es Beiträge, die einzelne Aspekte der didaktischen Reduktion aufgreifen: Dazu zählen beispielsweise Kirschner (1971) mit einer eigenen Reduktionssystematik (abstrahierende und selektive didaktische Reduktion), Jung (1973), der Fragen der Transformation von fachwissenschaftlichen Inhalten angeht und Hauptmeier (1983) mit einer stärker pädagogischen Perspektive, die die kognitiven Strukturen der Lernenden als Umkehrung des Reduktionsprozesses begreift. Für die Erwachsenenbildung haben Tietgens/Weinberg (1971) das Verhältnis von Reduktion und Rekonstruktion beleuchtet.
Pahl/Vermehr (1987) unterscheiden eine quantitative und eine qualitative Reduktion: Die quantitative Reduktion nimmt Begrenzungen des Lernstoffs vor, um die wesentlichen Aspekte eines Themenfeldes auszuweisen; dabei werden inhaltliche Schwerpunkte deutlich gemacht. Die qualitative Reduktion wird (im Anschluss an Grüner) aufgeteilt in die vertikale Reduktion und die horizontale Reduktion. Bleichroth (1991) stellt die Elementarisierung als „Kernstück der Unterrichtsvorbereitung“ vor. Mit besonderem Fokus auf die Lernvoraussetzungen der Schüler stellt er drei „elementare“ Aspekte vor: Vereinfachung, Bestimmung des Elementaren und Zerlegung in methodische Elemente. Döring (1992) entwickelt ein vierstufiges Reduktionsmodell, das u. a. lernpsychologische Grundannahmen und ein Repertoire an Reduktionstechniken (Fachlandkarten, Inselbildung, Prototypen) umfasst. Lehner (2006) setzt sich mit der Problematik großer Stoffmengen auseinander und verweist auf die sogenannte „Vollständigkeitsfalle“; letzteres ist der Wunsch und das Bemühen, die Inhalte möglichst vollständig an die jeweilige Zielgruppe weiterzugeben.
Der aktuelle Diskussionsstand findet sich bei Lehner (2020), eine frühere Bestandsaufnahme leisten Rösler/Schmidkunz (2005).

## Maßnahmen zur didaktischen Reduktion

### Inhalte auswählen: Stoff reduzieren
- Siebe der Reduktion: Bei dieser Technik werden die Lerninhalte (fiktiv) für unterschiedliche Zeitbudgets aufbereitet und damit bewusste Auswahlentscheidungen unterstützt. Es ist jeweils zu klären, welcher Stoff unter bestimmten Rahmenbedingungen (3-Z-Formel: Zielgruppe, Ziele, Zeitbudget) wesentlich ist und im jeweiligen Sieb verbleibt und welcher Stoff ist (bei gleichen Rahmenbedingungen) weniger wesentlich ist und „durchfällt“?
- In-Out-Technik: Bei bereits durchgeführten Unterrichtseinheiten bzw. Lehrveranstaltungen wird diese Technik angewandt. Das zugrundeliegende Prinzip lautet: Immer wenn ein neuer Inhalt („In“) hinzukommt, muss einer der bisherigen Inhalte weichen („out“). Diese Technik trägt dem Umstand Rechnung, dass das Wissen der Lehrpersonen im Laufe der Jahre in der Regel zunimmt und dass diese Zunahme des Wissens häufig auch mit dem Wunsch verbunden ist, dasselbe zu vermitteln.[19]

### Inhalte konzentrieren: das Wesentliche bestimmen
Die Konzentration soll Wesentliches herausstellen (Elementarisierung), wobei „wesentlich“ immer „wesentlich für eine bestimmte Zielgruppe“ bedeutet.
- Siebe der Reduktion: Im Unterschied zur Vorgehensweise bei der inhaltlichen Auswahl handelt es sich bei den zu konzentrierenden Objekten um inhaltliche Konstrukte wie Begriffe, Aussagen, Modelle und Strukturen.

- Extremreduktion: Es geht darum, das gesamte Thema in einer Kernaussage zu bündeln. Für die Lernenden bietet die Extremreduktion eine Orientierungshilfe, indem sie über zentrale Aussagen des Faches aufklärt und inhaltliche Schwerpunkte setzt.[20]

### Inhalte vereinfachen: Einschränken und Veranschaulichen
Das Vereinfachen verringert die Komplexität, indem es zu einer merkmalsärmeren Darstellung übergeht. Es gibt folgende Techniken:
- Abstrahieren: Absehen von Details, Einflussfaktoren vernachlässigen, Ausnahmen und Komplikationen weglassen.
- Partikularisieren: Beschränken auf einen Aspekt, z. B. die Funktion, das Prinzip, das Phänomen, das Qualitative.

Das Veranschaulichen führt von wenig anschaulichen Darstellungen zu stärker anschaulichen bzw. von eher abstrakten zu stärker konkreten Darstellungen. Es gibt folgende Techniken:
- Idealisieren: Entwickeln von eher theoretischen Modellen und Konzepten,
- Mit Analogien veranschaulichen: Ähnlichkeiten zu bekannten Sachverhalten, Modellen, Gesetzmäßigkeiten usw. nutzen,
- Bildhaft veranschaulichen: z. B. Bilder, Skizzen, gegenständliche Modelle, Metaphern, Symbole, Audio- und Video-Dokumente,
- Handelnd veranschaulichen: Tätigkeiten, z. B. Übungen, Experimente, Praxis.[21]

## Prinzipien
Als Prinzipien der Didaktischen Reduktion gelten fachliche Richtigkeit, fachliche Ausbaufähigkeit und Angemessenheit.
- Fachliche Richtigkeit: Dies bedeutet, dass der Stoff widerspruchsfrei mit dem aktuellen Wissen der Lernenden sein muss und bis zum neusten Stand der Forschung erweitert werden kann.[22] Zudem bedeutet fachliche Richtigkeit, dass das Darstellungsniveau der Lehrperson dem Kenntnisstand und dem Denkvermögen der Lerngruppe angepasst sein muss.

- Fachliche Ausbaufähigkeit: Es sind solche Inhalte zu vermitteln bzw. Beispiele und Modelle auszuwählen, die später nur ergänzt bzw. verbessert, nicht aber widerrufen werden müssen. Die Devise „Vergiss, was du bisher gelernt hast“ ist beim Lernen wenig förderlich.

- Angemessenheit: Bei der Planung eines Unterrichts ist es wichtig, das Vorwissen der Lerngruppe zu kennen, um so den Unterricht diesem Vorwissen nach angemessen zu gestalten.

## Typische Anwendungssituationen
- Alltägliche Unterrichtsplanung
- Entwicklung von Unterrichtsmaterialien
- Schreiben von anwenderbezogenen Lehrbüchern
- Schreiben von wissenschaftlichen Zusammenfassungen
- Journalistische Arbeiten im weitesten Sinne[23]

## Beispiele
- Beispiel: Reaktionsgleichungen: Wenn sie in der einführenden Chemie (Jahrgangsstufe 9 Realschule und Gymnasium) eingesetzt werden, erfahren Schüler nichts über
  - Verunreinigungen der Edukte
  - Zwischenstufen im Reaktionsverlauf
  - Nebenprodukte
  - Aktivierungsenergien zum Starten der Reaktion
  - Katalysatoren
  - die Rolle des Reaktionsmediums (Lösungsmittel, pH, Phasen, Temperatur)
  - die Gleichgewichtslage
  - quantitative Aspekte wie etwa molare Verhältnisse und Ausbeute.

Die „Quantifizierung“ etwa kann dann in Stufen nachgeschoben werden: erst als einfache Beziehung („mehr als…, größer als…, schneller als…“), dann als Je-mehr-desto-Beziehung und schließlich ausgedrückt in Zahlenwerten, Tabellen, Diagrammen, Gesetzen und mathematischen Formeln.
Im begrifflichen Bereich ist das gleiche Prinzip anwendbar: zunächst besteht Materie aus Teilchen, dann aus Atomen und Atomverbänden (Molekülen), schließlich auch aus geladenen Teilchen (Anionen und Kationen, atomar oder molekular) oder übergeordneten Strukturen (Elementarzellen, Mizellen, Mikrokristalliten).
Verwandte Begriffe: Didaktische Transformation, Didaktische Rekonstruktion